# Lucas Córdoba Thames
Lucas Córdoba Thames (San Miguel de Tucumán, 1780-San Miguel de Tucumán, 1855) fue un sacerdote católico y político argentino.

## Biografía
Recibió su doctorado por la Universidad de Córdoba en 1805.
Vuelto a su ciudad natal, fue cura de Trancas y luego de Monteros. Fue miembro del Cabildo y de la Sala de Representantes, cuya vicepresidencia desempeñó. En 1828, el gobernador José Manuel Silva lo nombró su ministro. Entusiasta de la Coalición del Norte contra Juan Manuel de Rosas, fue secretario del obispo Colombres durante el breve ministerio de este.
Después de batida la Coalición en la batalla de Famaillá (1841), debió huir a Bolivia, pues tuvo captura recomendada por el vencedor Manuel Oribe. Se radicó en Tupiza, donde se dedicó a la enseñanza. Según los recuerdos de niño de Nicolás Avellaneda, en su cuarto el doctor Córdoba tenía un «montón de arena», y allí «trazaba los caracteres del alfabeto, para enseñar a leer a los hijos de los emigrados».
En 1850, pudo volver a Tucumán. Ocupó nuevamente bancas en la Sala de Representantes, por dos períodos, primero hasta fines de 1852 y luego hasta 1855.
- Datos: Q5981858